# Friesischunterricht in Deutschland

Orte mit friesischem Schulunterricht in Nordfriesland 2011/12

Friesischunterricht in Deutschland ist friesischer Sprachunterricht, der auf verschiedenen Niveaus in verschiedenen Schularten im Kreis Nordfriesland sowie auf der Insel Helgoland (Kreis Pinneberg) in Schleswig-Holstein und in der Gemeinde Saterland (Landkreis Cloppenburg) in Niedersachsen angeboten wird. Das Nordfriesische wird von etwa 8000 bis 10.000 Menschen gesprochen, das Saterfriesische von nicht mehr als 2500 Personen.

## Geschichte
In den Schulen der friesischsprachigen Regionen in Deutschland hatte das Friesische seit jeher eine niedere Stellung eingenommen. Von Anfang an mit der im 19. Jahrhundert eingeführten Schulpflicht in Deutschland hatte die hochdeutsche Sprache eine dominante Stellung im Lehrbetrieb. Vormals wurde vor allem das Niederdeutsche verwendet, was dann immer weiter von der Hochsprache verdrängt wurde. Das Friesische wurde in den unteren Stufen als Lehrvermittlungssprache verwendet.
Auch im bis 1864 zu Dänemark gehörenden Herzogtum Schleswig wurde das Nordfriesische nicht als allgemeine Unterrichtssprache berücksichtigt; so wurden beispielsweise die friesischsprachigen Gebiete an der Westküste Schleswigs infolge der Regenburgschen Sprachreskripte von 1851 weiterhin dem Gebiet mit ausschließlich deutscher Schul- und Kirchensprache zugeschlagen. Überlegungen neben den Regionen mit deutscher, dänischer und gemischter Schul- und Kirchensprache an der schleswigschen Westküste auch eine Region mit nordfriesischer Schul- und Kirchensprache einzurichten wurden unter Verweis auf die damals als nicht ausreichend angesehene Verschriftlichung des Nordfriesischen noch verworfen.
Erst Anfang des 20. Jahrhunderts begann man an einigen Schulen, Friesischstunden zu erteilen. Dabei war es aufgrund fehlender Lehrkräfte und Materialien überaus schwierig, und auch das Verlangen der friesischen Bevölkerung nach friesischem Unterricht hielt sich in Grenzen. Erstmals 1909 wurde auf der Insel Sylt Friesischunterricht mit behördlicher Genehmigung erteilt. In anderen Schulen wurde das Friesische im Rahmen des Heimatkunde-, Religions-, Musik- oder Deutschunterrichts in verschiedenem Maß behandelt.
Einen gewissen Aufschwung erlebte das Friesische in Schleswig-Holstein in der Weimarer Republik. Erstmals wurde an mehreren Schulen Friesischunterricht eingeführt. Im Jahr 1926 erhielten somit an 17 Bildungseinrichtungen Schülerinnen und Schüler Friesischunterricht. Dies wurde oftmals mit sogenannten Wanderlehrern sichergestellt. Auch unter dem Nationalsozialismus war es den Friesen in Deutschland gestattet, bedingt ihre Sprache im Unterricht zu verwenden. Erst in den Wirren gegen Kriegsende ab 1944 hörte der Friesischunterricht faktisch auf zu existieren.
Nach dem Zweiten Weltkrieg gab es Anlaufschwierigkeiten, zumindest das alte Niveau wieder zu erreichen. Im Gegensatz zum dänischen Schulsystem in Schleswig-Holstein wurde das Friesische weitaus weniger gefördert, da es auch an einer Mutternation fehlte, die finanzielle und ideelle Unterstützung hätte leisten können. Erst ab den 1970er Jahren wurde wieder vermehrt Friesisch unterrichtet und auch die Fort- sowie Ausbildung von Friesischlehrkräften intensiviert, sodass bis 1990 an mehreren Schulen Friesischunterricht erteilt wurde. So nahmen beispielsweise im Schuljahr 1986/87 etwas mehr als 1000 Schüler am Unterricht teil. Er wurde von 20 Lehrern an insgesamt 27 Schulen auf dem Festland sowie auf den nordfriesischen Inseln erteilt.

## Situation in Nordfriesland ab 1990/91
| Jahr    | Anzahl der Schüler | Jahr    | Anzahl der Schüler |
| ------- | ------------------ | ------- | ------------------ |
| 1990/91 | 1000               | 2020/21 | 824                |
| 1999/00 | 1261               |         |                    |
| 2002/03 | 1473               |         |                    |
| 2005/06 | 1455               |         |                    |
| 2006/07 | 1231               |         |                    |
| 2009/10 | 902                |         |                    |
| 2010/11 | 863                |         |                    |
| 2011/12 | 934                |         |                    |
| 2012/13 | 802                |         |                    |
| 2013/14 | 878                |         |                    |
| 2014/15 | 911                |         |                    |
| 2015/16 | 979                |         |                    |
| 2016/17 | 834                |         |                    |
| 2017/18 | ?                  |         |                    |
| 2018/19 | 760                |         |                    |
| 2019/20 | 846                |         |                    |

Im Schuljahr 2016/17 lernten insgesamt 834 Schulkinder an 20 Schulen Friesisch. Dabei ist es zumeist in den Grundschulen des Sprachraums gesichert, dass Friesischunterricht angeboten wird. Ein Weiterführen des Friesischunterrichts ist nur in Arbeitsgemeinschaften der Sekundarstufe I und in Kursen in der Sekundarstufe II möglich. Auf gymnasialer Ebene wird Friesisch nur in Wyk auf Föhr unterrichtet. Dort absolvierten 2012 das erste Mal zwei Schülerinnen eine mündliche Friesischprüfung für das Abitur. Seit den 1990er Jahren wird auch versucht, das Friesische verstärkt in den Kindergärten zu benutzen. Ganztägig auf Nordfriesisch werden jedoch nur an einem Kindergarten – in Keitum auf Sylt – etwa 20 Kinder betreut. An den Universitäten in Flensburg und Kiel werden im Rahmen von Studienschwerpunkten, Ergänzungsfächern oder Zertifikatsstudiengängen Friesischlehrer ausgebildet. Mehrere Schulen, die Friesischunterricht anbieten, haben sich einen friesischen Namen gegeben, etwa die Eilun Feer Skuul auf Föhr, die Öömrang Skuul auf Amrum und die dänisch-friesische Risum Skole/Risem Schölj in Risum-Lindholm.

## Heutige Situation im Saterland

Lage der Gemeinde Saterland

Ähnlich wie in den Schulen Nordfrieslands fand das Saterfriesische keinen Einzug in die Bildungseinrichtungen. Seit vielen Jahren wurde das Saterfriesische als Arbeitsgemeinschaft oder als Wahlpflichtfach angeboten. Seit dem Jahr 2012 werden Kinder in der Grundschule von Strücklingen auch in einigen Fächern auf Saterfriesisch unterrichtet. Insgesamt beteiligen sich zurzeit etwa 300 Kinder an den verschiedenen Angeboten des saterfriesischen Unterrichts.